# Cheon-gug-ui gyedan
Cheon-gug-ui gyedan (hangeul: 천국의 계단, lett. La scalinata per il paradiso; titolo internazionale Stairway to Heaven) è una serie televisiva sudcoreana trasmessa su SBS dal 3 dicembre 2003 al 5 febbraio 2004.

## Trama
Han Jung-suh e Cha Song-joo sono amici d'infanzia e il loro legame speciale si trasforma in amore. Entrambi hanno perso una persona a loro cara: il padre di Song-joo è perito in un tragico incidente e la madre di Jung-suh è morta a causa di un cancro oculare. Quando il padre di Jung-suh sposa l'attrice Tae Mi-ra, questa porta in famiglia la figlia Han Yoo-ri e il figlio Han Tae-hwa. Yoo-ri è gelosa di Jung-suh e fa in modo che sua madre pensi il peggio della sorellastra, spingendo la donna a impedire a Jung-suh di studiare in America con Song-joo, che parte da solo. Intanto, Jung-suh cerca di fare amicizia con il fratellastro Tae-hwa, che però fraintende i suoi sentimenti e s'innamora di lei.
Tre anni dopo, Song-joo torna dall'America e Jung-suh corre ad accoglierlo, ma Yoo-ri, gelosa, investe Jung-suh mentre si reca all'aeroporto e, quando la ragazza viene portata in ospedale, scambia la sua carta d'identità con quella di una persona morta in un incendio per fingere che sia morta. Scoperto l'accaduto e che Jung-suh ha perso la memoria, Tae-hwa coglie l'occasione per portarla lontano e cambia i loro nomi. Dopo cinque anni, Song-joo, ora fidanzato con Yoo-ri, decide di dimenticare il proprio amore d'infanzia, ma finisce per incontrare nuovamente Jung-suh, che ora si chiama Kim Ji-soo e vive con Tae-hwa, il cui nome è diventato Chul-soo. Song-joo decide di farle ricordare il suo passato e i due, con il tempo, si avvicinano sempre più, ma, quando la ragazza recupera la memoria, la malattia di lei rischia di separarli di nuovo.

## Personaggi
- Cha Song-joo, interpretato da Kwon Sang-woo e Baek Sung-hyun (da bambino)
- Han Jung-suh/Kim Ji-soo, interpretata da Choi Ji-woo e Park Shin-hye (da bambina)
- Han Yoo-ri, interpretata da Kim Tae-hee e Park Ji-mi (da bambina)
- Han Tae-hwa/Han Chul-soo, interpretato da Shin Hyun-joon e Lee Wan (da bambino)
- Han Su-ha, interpretato da Ha Jae-young
- Tae Mi-ra, interpretata da Lee Hwi-hyang
- Han Pil-su, interpretato da Jung Han-yong
- Jang, interpretato da Lee Cham
- Min Seo-hyun, interpretata da Kim Ji-sook

## Colonna sonora
1. Concerto per piano n° 1 in Mi minore, Opera 11, secondo movimento: romanza – Fryderyk Chopin
2. Memories of Heaven (천국의 기억) – Jang Jung-woo
3. Lethe (레떼) – Kang Woo-jin
4. Ave Maria – Rebecca Luker
5. That's the Only One (그것만은) – Jang Jung-woo
6. Forever (언제까지나)
7. Only Me For You (나만의 너) – Kim Hyun-ah
8. Remember
9. Sad Love (슬픈 사랑)
10. To the Beautiful You (아름다운 너에게) – Moon Ji-hwan
11. I Will Protect You (너를 지킬께)
12. I Miss You (보고싶다) – Kim Bum-soo
13. This is Not the End (끝이 아님을)
14. Memories of Heaven (천국의 기억) – Park Mook-hwan
15. Though I Am at the End of the World (세상 끝에 서 있어도)
16. Promise (약속)
17. That's the Only One (그것만은) – Park Mook-hwan
18. Stairway to Heaven

## Riconoscimenti
| Anno | Premio           | Categoria                            | Ricevente     | Risultato       |
| ---- | ---------------- | ------------------------------------ | ------------- | --------------- |
| 2003 | SBS Drama Awards | Miglior attrice in un drama speciale | Choi Ji-woo   | Vincitore/trice |
| 2003 | SBS Drama Awards | Miglior giovane attrice              | Park Shin-hye | Vincitore/trice |
| 2003 | SBS Drama Awards | Premio SBSi                          | Kwon Sang-woo | Vincitore/trice |